# 高梨氏庭園
高梨氏庭園（たかなししていえん）は、千葉県野田市上花輪にある日本庭園である。2001年8月13日、国の名勝に指定された。また、近代化産業遺産にも認定されている。座標: 北緯35度56分18秒 東経139度51分24秒 / 北緯35.93833度 東経139.85667度

## 概要
高梨氏は江戸時代を通じて上花輪村の名主を務めた豪農で、現在の邸宅の敷地において醤油の製造を始めたのは寛文元年（1661）のことと伝える。江戸時代後期になると、江戸川に近く物資の運搬にめぐまれていた野田は醤油製造の拠点として発展し、高梨氏はその中核的な存在として成長した。高梨氏庭園は，このような下総地方に特有の醤油製造による財力を背景として生まれたものである。
邸宅の敷地は江戸川を西に臨む段丘上の縁辺部に位置し、西端を弧状に堀割がめぐる。屋敷は東を正面とし，冠木門から玄関に至る導入部の中程に明和3年（1766）銘の棟札の遺る門長屋が東面して建つ。屋敷の中心部分は文化3年（1806）建造の数寄屋風書院で、これに連なる主屋の建築群は明治後期から順次改築され、昭和初期に現在見る屋敷構えが完成した。高梨氏に伝わる家相図によると，江戸時代後期に書院の前面に池や流れを中心とする庭園が築かれたが、明治時代以降、主屋の建築群の改築に伴い、江戸時代以来の屋敷の地割を踏まえつつ堀割や石垣などが整えられ、庭園にも新たな装いがこらされたことがうかがえる。
高梨氏の邸宅は江戸時代後期のこの地方における豪農の屋敷の雰囲気を残しており、堀割、石垣、書院、主屋、門長屋などの配置関係から、当時の屋敷の立地や環境、地割などと庭園との関係をうかがい知ることができる貴重な事例である。また、明治後期から昭和初期にかけて主屋や茶室の増改築が順次行われ、建築と庭園に近代的な意匠が加わり、江戸時代以来の地割や環境と極めて良好に融合しつつ独特の景観が形成された。現在の書院前庭部の景観は，広がりのある芝生地に飛石のみを配した単純で平明な雰囲気を持っており、他の近代庭園の意匠とも共通する特徴を備えている。また、掘割や石垣に近接する茶室「眺春庵」からは江戸川の眺望が可能であったと考えられ、江戸時代以来の立地や地割を生かした構成となっている。同時に、背後の堀割に添って帯状に連なるカシワやケヤキの樹林帯は、江戸時代以来書院前庭部の背景をなすとともに、周辺の環境において邸宅全体の外観を象徴するものである。
書院の前庭部をはじめ、掘割、石垣、茶室など、立地を生かした外部空間全体の構成は勝れており、江戸時代の地割と近代的要素とが融合して形成された、この地方における貴重な庭園である。観賞上の価値、学術上の価値はともに高い。

## 所在地
野田市上花輪507番地

## 交通アクセス
まめバス12新南ルート「上花輪三町内」バス停下車徒歩約6分

茨急バス「香取神社」バス停下車徒歩約5分